# 北巴奇卡區
北巴奇卡区（羅馬化：Severnobački okrug）是塞爾維亞伏伊伏丁那自治省北部的行政区，行政中心为蘇博蒂察。该区北鄰匈牙利。行政区面積为1,784平方公里，2020年人口数量为160,163人。

## 城市和市镇
北巴奇卡区的范围包括一个城市和两个市镇：
- 苏博蒂察（城市）
- 巴奇卡托波拉
- 小伊焦什